# Дер Мегредичян, Жак
Жак Дер Мегредичян (Jacques Der Megreditchian, род. 22 октября 1959) — российско-французский экономист. С 2004 по 2011 Председатель Совета директоров РТС.

## Биография
Имеет армянское происхождение. Окончил Европейский институт бизнеса (1984) и Французский центр финансового анализа (1987).
В 1985—1996 годах работал в банке Crédit commercial de France, был генеральным директором отделения в Брюсселе и главным представителем в России.
В 1996—2000 годах — заместитель генерального директора московского отделения банка Societe Generale. Главный исполнительный директор по управлению бизнесом компании Тройка Диалог, с 2006 года — член Совета директоров Национальной ассоциации участников фондового рынка (НАУФОР).
5 сентября 2011 года уволился из компании Тройка Диалог.
На ноябрь 2021 года — председатель Совета директоров СПБ Биржи.